# Амазония (телесериал)
Амазония — канадско-немецкий сериал, рассказывающий о шести пассажирах, выживших после авиакатастрофы, произошедшей в джунглях Амазонии. Фильм снимался в Австралии и Торонто (Канада).
В 2000 году был номинирован на премию «Сатурн» в категории «Лучший телесериал, сделанный для кабельного телевидения».

## Сюжет
Пассажирский авиарейс потерпел катастрофу в лесах Амазонки, спаслись лишь несколько пассажиров из отделившейся хвостовой части самолёта.
Прилетевшие на следующий день спасатели не находят выживших, они решают что все погибли и прекращают поиски. Спасшиеся остаются выживать в джунглях...

## В ролях
- С. Томас Хауэлл — Доктор Алекс Кеннеди
- Кэрол Альт — Карен Олдэм
- Фабиана Уденио — Пиа Клэр
- Тайлер Джеффри Хайнс — Уилл Байер
- Роб Стюарт — Эндрю Тэлбот
- Крис Уильям Мартин — Джимми Стэк
- Филип Уильямс — Сидней
- Педро Салвин — Коракал
- Джон Невилл — Первый Старейшина Коул
- Джозеф Скорен — Старейшина Валаам
- Джулиан Ричингс — Старейшина Малакай
- Габриэль Хоган — Охотник Джон

## Интересные факты
Роль Габриэля Хогана в русском переводе «Охотник Джон», в оригинале «Falconer John» — Сокольничий Джон.